# استطباق

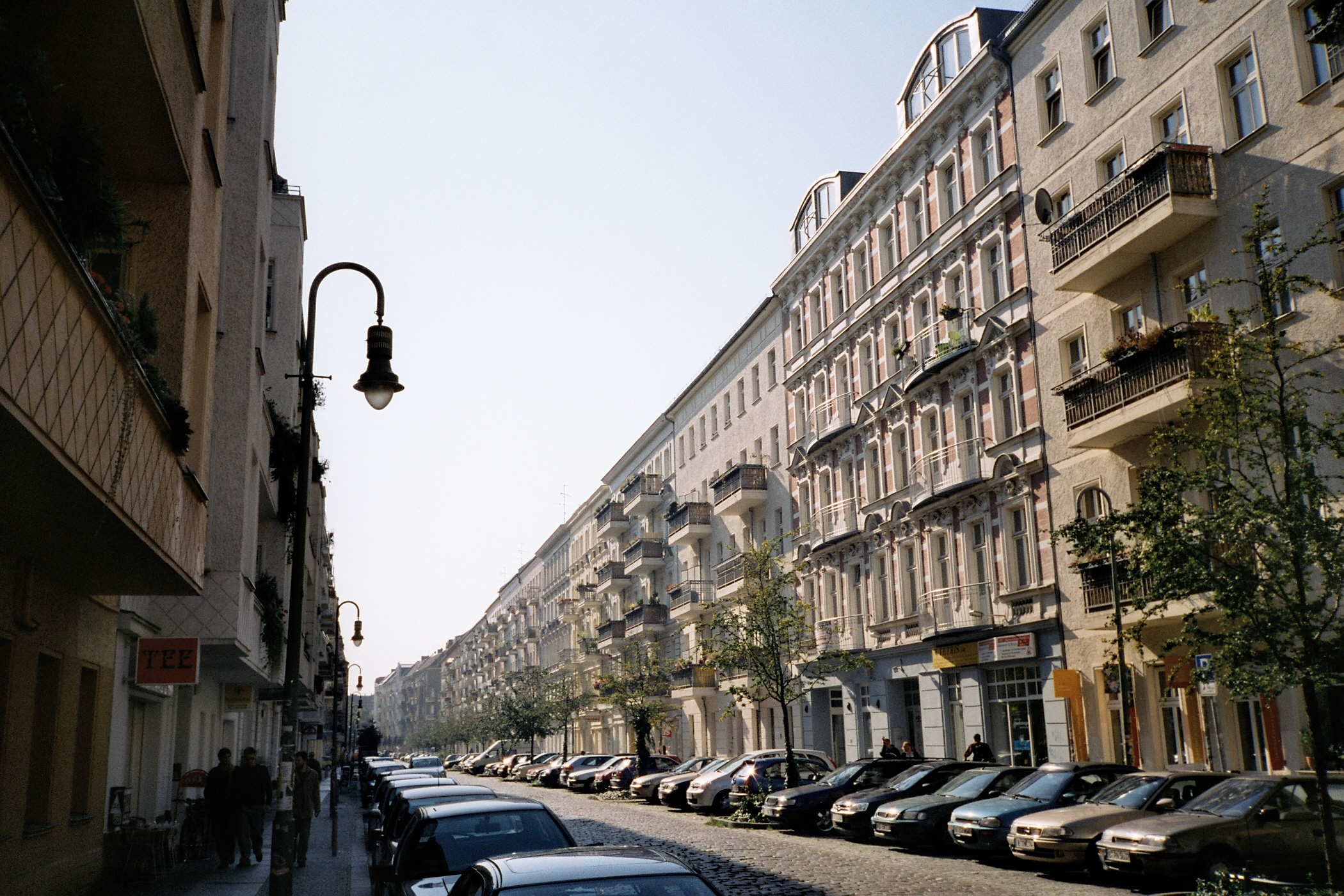

السراوة أو الاستطباق (بالإنجليزية: Gentrification)‏ في المناطق الحضرية هو إحلال الطبقة المتوسطة من المجتمع بطبقة أرقى منها نتيجة لزيادة القيمة الايجارية للوحدات السكنية بسبب ما طرأ على المناطق الحضرية من مشروعات التحسين والتطوير الحضري بالإضافة إلى الحالات الفردية من المستأجرين أصحاب المهن الابداعية والابتكارية متزامنة مع اصطحاب أصحاب رؤوس الأموال للاستثمار في مجال الخدمات الترفيهية والترويحية مثل المطاعم والكافيهات جاذبة المزيد من الاستثمارات مما يستدعي السكان الاصلين للرحيل عن المنطقة لعدم قدرتهم على تحمل تكاليف المعيشة ودفع الايجارات بعد ما طرأ على المنطقة من تغيير.
غالبًا ما يغير الاستطباق من التكوين العرقي أو الإثني للجوار، ويغير أيضًا من متوسط دخل الأسرة فيه من خلال تطوير مساكن جديدة أغلى ثمنًا، وأعمالًا تجارية أكثر تكلفة، وموارد محسنة. عادة ما تكون عملية الاستطباق نتيجة زيادة اجتذاب منطقة ما لذوي الدخل المرتفع القادمين من المدن أو البلدات أو الأحياء المجاورة. تشمل الخطوات الأخرى للاستطباق زيادة الاستثمارات في المجتمع والبنية التحتية ذات الصلة من قبل شركات التطوير العقاري أو من قبل الحكومة المحلية أو الناشطين في المجتمع، وهو الأمر الذي ينتج عنه تنمية اقتصادية كبيرة وزيادة اجتذاب هذه المنطقة للأعمال وانخفاض معدلات الجريمة فيها. يمكن أن يؤدي الاستطباق أيضًا –بالإضافة إلى هذه الفوائد المحتملة– إلى حدوث هجرة للسكان المحليين وتشريدهم. يرى البعض أن الخوف من النزوح –الذي يسيطر على الجدل الدائر حول الاستطباق– يعيق النقاش حول الأساليب التقدمية الحقيقية لتوزيع استراتيجيات إعادة تنمية المناطق الحضرية.

## أصل الفكرة وتعليل لفظها
أصبح مصطلح الاستطباق يشير إلى ظاهرة متعددة الجوانب يمكن تعريفها بطرق مختلفة. يعتبر الاستطباق «عملية معقدة تنطوي على تحسين مادي في الوحدات السكانية، وتغيير نوعية حيازة المساكن وتحويلها من الإيجار إلى الامتلاك، ورفع الأسعار، وتهجير السكان المنتمين إلى الطبقة العاملة أو استبدالهم بالطبقة الوسطى الجديدة.
يؤكد المؤرخون حدوث الاستطباق في روما القديمة وفي بريطانيا الرومانية، إذ حلت الفيلات الضخمة -بحلول القرن الثالث الميلادي- محل المتاجر الصغيرة. تعتبر الكلمة الإنكليزية "gentrification" التي تترجم للغة العربية «استطباق» مشتقة من الكلمة الإنكليزية "gentry" (والتي تعني بالعربية «طبقة النبلاء») والتي تعود بأصلها الأساسي إلى الكلمة الفرنسية القديمة "genterise" والتي كانت تعني في القرن الرابع عشر حرفيًا «ذو ولادة ميسرة»، وأصبحت في القرن السادس عشر تدل على «الناس ذوي الولادة الميسرة». أشارت طبقة النبلاء في إنجلترا إلى الطبقة الاجتماعية التي تشتمل على النبلاء (والنبيلات). كانت عالمة الاجتماع البريطانية روث جلاس أول من استخدم مصلطح «الاستطباق» بمعناه الحالي، ويعود ذلك إلى عام 1964 عندما استخدمتها لوصف تدفق أفراد الطبقة الوسطى نحو الأحياء الحضرية وتشريد سكان الطبقة الدنيا فيها. (واستخدمت مدينة لندن كمثال على ذلك)، والأحياء الشعبية التابعة لها (حي إزلنغتن):
تعرضت العديد من أحياء الطبقة العاملة في لندن –واحدًا تلو الآخر– للغزو من قبل الطبقات الوسطى -إذ استولوا (بعد انتهاء عقود الإيجار) على الأكواخ والمنازل الصغيرة التي تشتمل على غرفتين في الأعلى وغرفتين بالأسفل، وتحولت إلى مساكن أنيقة ومكلفة. تستمر عملية الاستطباق بطريقة متسارعة بشدة بعد انطلاقها في منطقة ما، إلى يتم في نهاية الأمر تهجير معظم أو حتى جميع السكان الأصليين المنتمين إلى الطبقة العاملة، وتغيير الطابع الاجتماعي للمنطقة.
يعرّف تقرير مراكز مكافحة الأمراض واتقائها في الولايات المتحدة الأمريكية، الاستطباق بمفهومه العقاري على أنّه «نقل الأحياء من حالة القيمة المنخفضة إلى القيمة العالية. يمتلك هذا التغيير القدرة على التسبب في نزوح السكان الذين أقاموا فيها لفترات طويلة وإغلاق أو نقل الشركات... عندما ينتقل السكان المقيمين لفترات طويلة في حي ما أو السكان الأصليين له من منطقة تعرضت للاستطباق بسبب ارتفاع الإيجارات والرهون العقارية والضرائب العقارية. يعتبر الاستطباق قضية إسكانية واقتصادية وصحية على حد سواء، تؤثر على تاريخ وثقافة المجتمع، وتخفض من رأس المال الاجتماعي. غالبًا ما يغير الاستطباق من الصفات المميزة للحي، كالتكوين العرقي له، ومتوسط دخل الأسر التي تقطنه، وذلك من خلال إضافة متاجر وموارد جديدة في الأحياء البالية أصلاً».
طبق العلماء والنقاد مجموعة متنوعة من التعريفات على الاستطباق منذ عام 1964، يتمحور بعضها حول المستطبقين، وبعضها حول النازحين، ويعد بعضها الآخر مزيجًا بين الاثنين معًا. تشمل الفئة الأولى تعريف هاكورث الذي وضعه عام 2002 والذي ينص على «تقديم المساحة للمنتفعين الأكثر ثراءً بشكل تدريجي». وتشمل الفئة الثانية تعريف كاسمان «الحد من المساحات السكنية ومحلات البيع بالتجزئة التي يتمكن أصحاب الدخل المنخفض من دفع تكاليفها». أما الفئة الأخيرة فتشمل تعريف روز الذي وصف الاستطباق بأنه «العملية التي ينتقل من خلالها الأفراد المنتمون للطبقة الوسطى الجديدة إلى الأحياء الداخلية للمدن التي تقطنها الطبقة العاملة ويعيدون تشكيلها مدايًا وثقافيًا».
يصف مورين كينيدي وبول ليونارد في تقريرهما المنشور في معهد بروكينغي بعام 2001، مصطلح الاستطباق بأنه غير دقيق، ومشحون سياسيًا بشكل كبير، واقترحا إعادة تعريفه على أنّه «عملية تهجير سكان المناطق ذات الدخل المنخفض التي تقوم بها الأسر ذات الدخل المرتفع، وتغيير الطابع الأساسي الذي يتسم به الحي»، يتميز الاستطباق عن عملية إعادة التنشيط الاجتماعي والاقتصادي «للأحياء أو للمناطق الحضرية»، على الرغم من استخدام المصطلحين بشكل متبادل.
يمتلك الجغرافيون الألمان وجهة نظر أكثر تطرفًا حول الاستطباق، إذ ينظرون إلى الاستطباق الفعلي على أنّه مجرد مشكلة رمزية تحدث في عدد قليل من الأماكن والأحياء، وتكون -حسب الجغرافيين الألمان- القيمة الرمزية للخطاب العام والرؤية أعلى من الاتجاهات الفعلية للهجرة. يفترض غيرهارد هارد -على سبيل المثال- بأن موضوع الطيران داخل المدن لا يزال أكثر أهمية من موضوع الاستطباق داخل المدن.
استحدثت عالمة الفلكلور الألماني باربرا لانج مصطلح «الاستطباق الرمزي» فيما يتعلق بأسطورة كروزبرج في برلين. تفترض لانج بأنّه غالبًا ما تأتي الشكاوي المقدمة حول الاستطباق من أولئك الذين كانوا مسؤولين عن العملية في شبابهم. يتحول الطلاب السابقون والبوهيميون -بعد تأسيسهم للأسر وكسبهم للرواتب الجيدة من وظائف جديدة- إلى نفس الأشخاص المترفين الذين اعتادوا على ادعاء كرههم. تعتبر مدينة برلين –على وجه الخصوص- محل نقاشات حامية حول رموز الاستطباق، في حين تعتبر سرعة عملية الاستطباق فيها أبطأ بكثير من المدن الأخرى. يعتبر حي برلنزلوير بيرج مثالًا هامًا للاستطباق في مدينة برلين، إذ شهدت هذه المنطقة من العاصمة الألمانية تحولًا سريعًا في العقدين الماضيين، الأمر الذي أشعل مجموعة من المشاعر المختلطة في صدور سكانه المحليين. صيغ المصطلح الجديد في اللغة الألمانية "Bionade-Biedermeier” للإشارة إلى حالة حي برلنزلوير بيرج. إذ يصف المصطلح الألماني آنف الذكر البيئة في حي ما بعد تعرضه للاستطباق. سجلت خلافية شفابينهاس عام 2013 في برلين –التي ألقت اللوم في استطباق حي برنزلوير بيرج على سكان منطقة سوابيانيس الواقعة جنوب غرب ألمانيا- أكبر استخدام للإهانات العرقية بين الألمانيين، التي كان يمنع استخدامها على الأجانب.